# Huwelijksmedaille 1901
De Huwelijksmedaille 1901 werd door koningin Wilhelmina bij Hofbesluit als herinneringsmedaille ingesteld ter gelegenheid van haar huwelijk met Prins Hendrik van Mecklenburg-Schwerin. De 437 medailles werden toegekend aan leden van de hofhouding, de binnen- en buitenlandse gasten en de vertegenwoordigers van andere vorstenhuizen. 217 medailles waren van zilver en 220 van brons. De bronzen medailles waren voor de lagere rangen van de Nederlandse hofhouding.
Het ontwerp voor de medaille was van de hand van de Friese kunstenaar Pier Pander.
De ronde medaille heeft een diameter van 32,6 millimeter. De voorzijde vertoont de naar links gewende portretten van koningin Wilhelmina en prins Hendrik. Onder aan de nek van de vorstin is het stempel gesigneerd met de naam "P. Pander".

Koningin Wilhelmina draagt op dit portret een diadeem.

De keerzijde toont het verstrengelde monogram van het koninklijke paar "W" en "H". Hierboven is een beugelkroon met daaronder een lint met de letters "B.U."geplaatst. Het geheel wordt omkranst door takken van oranjeloof met bloemen en vruchten. Op het punt van samenkomst is een lint geknoopt met het opschrift "7 FEBR. 1901".
De zilveren en bronzen medailles werden geslagen door een hofleverancier, de N.V. Koninklijke Utrechtse Fabriek van Zilverwerken van C.J. Begeer. De bronzen medaille viel niet onder de wet op de waarborg maar in de rand van de zilveren medaille werd een keur in de vorm van een zwaardje, staande voor 1e Gehalte zilver, geslagen. Er is geen essaystempel of jaarletter aangebracht.
De bronzen medailles wegen circa 20 gram en de zilveren exemplaren circa 21 gram.
Het lint is zoals bij Nederlandse medailles gebruikelijk 28 millimeter breed. De kleuren oranje met aan weerszijden een brede lichtblauwe baan en een smalle lichtoranje en rode baan zijn de heraldische kleuren van de huizen Oranje-Nassau en Mecklenburg-Schwerin.
Heren droegen de medaille op de linkerborst, dames droegen de medaille aan een strik zoals afgebeeld.
Medailles als deze, zie ook de Inhuldigingsmedaille 1898 en Huwelijksmedaille, zijn geen koninklijke onderscheidingen maar zij worden door de koning(in) als hoofd van haar huis verleend. Nederlandse militairen krijgen collectief verlof om dergelijke medailles te dragen.
Museummedaille ·
Erepenning ·
Medaille van de Maatschappij tot Redding van Drenkelingen ·
Doggersbank-medaille ·
Broeder van de Orde van de Nederlandse Leeuw ·
Antwerpsche Medaille 1832 ·
Onderscheidingsteken voor Langdurige, Eerlijke en Trouwe Dienst ·
Eremedaille voor Kunst en Wetenschap ·
Eremedaille voor Voortvarendheid en Vernuft ·
De Ruyter-medaille ·
Regeringsmedaille ·
Medaille van het Carnegie Heldenfonds ·
Medaille van Verdienste van het Nederlandse Rode Kruis ·
Medaille voor trouwe dienst van het Nederlandse Rode Kruis ·
Erkentelijkheidsmedaille 1940-1945 ·
Inhuldigingsmedaille 1948 ·
Herinneringsmedaille Luchtbescherming 1940-1945 ·
Medaille van de Noord- en Zuid-Hollandsche Redding Maatschappij ·
Zilveren Anjer · 
Cultuurfonds Onderscheiding · 
Vrijwilligersmedaille Openbare Orde en Veiligheid ·
Vaardigheidsmedaille van de Nederlandse Sport Federatie ·
Inhuldigingsmedaille 1980 ·
Herinneringsmedaille VN-Vredesoperaties ·
Herinneringsmedaille Multinationale Vredesoperaties ·
Herinneringsmedaille Internationale Missies ·
Huwelijksmedaille 2002 ·
Herinneringsmedaille Buitenlandse Bezoeken ·
Marinemedaille ·
Landmachtmedaille ·
Marechausseemedaille ·
Luchtmachtmedaille
Zie ook: Ridderorden en onderscheidingen in Nederland